# Гиракотерии
Гиракотерии (лат. Hyracotherium, от др.-греч. ὕραξ — даман и θηρίον — зверь, ранее Eohippus, от ἑω- +ἵππος — лошадь зари) — вымерший род непарнокопытных, считающийся одним из наиболее ранних представителей лошадеподобных животных (Hippomorpha или Equoidea).

## Внешний вид
Высота в плечах у гиракотериев составляла всего около 20 см. Спина была выгнута, шея была относительно короткой. В отличие от современных лошадей, у них были четыре пальца на передних ногах и три пальца на задних. Боковые зубы были приплюснутыми и хорошо приспособленными для пережёвывания растительной пищи, такой как листья деревьев. Вероятно, гиракотерии были обитателями болотистых лесов и жили в группах. Ископаемые остатки из эоцена встречались в Европе, Азии и Северной Америке.

## Систематика
Таксономическое положение гиракотериев до сих пор является предметом споров. Ранее его рассматривали как древнейшего представителя лошадиных (Equidae), однако сегодня склоняются определять их в семейство палеотериевые, вымершее в олигоцене и составлявшее вместе с лошадиными группу лошадеобразных (Hippomorpha). Иногда гиракотериев считают и предком всех лошадеподобных.
Виды гиракотериев (Hyracotherium):
- H. aemulor
- H. cristatum (syn. Eohippus resartus)
- H. index (syn. H. sulcatus, Orohippus angustidens, Orohippus cuspidatus, Orotherium loevii)
- H. major
- H. montanum
- H. pernix
- H. seekinsi
- H. vasacciense (syn. Eohippus validus, Hyrachyus singularis, Orotherium cristonense)

Недавно предложена классификация с разделением на три рода:
- † Minippus
- † Sifrhippus
- † Arenahippus